# Relations entre l'Autriche et la Belgique
Les relations entre l'Autriche et la Belgique sont les relations étrangères bilatérales de l'Autriche et de la Belgique. L'Autriche a son ambassade et un consulat à Bruxelles. La Belgique a son ambassade à Vienne et six consulats honoraires en dépendent à Graz, Innsbruck, Linz et Salzbourg. Trois autres consulats belges dépendent de cette ambassade (à Bratislava et Košice en Slovaquie et à Ljubljana en Slovénie). Les deux États sont des États membres de l'Union européenne.

## Histoire

### Avant l'indépendance
Une grande partie des territoires belges formait les Pays-Bas autrichiens au XVIIIe siècle.

### Indépendance belge: premiers contacts
Après l'indépendance de la Belgique, et durant une période allant de 1833 à 1839, le gouvernement de l'Autriche-Hongrie maintient ses relations avec le Royaume des Pays-Bas, dont le monarque est alors également grand-duc de Luxembourg, en attendant que la question du partage du Luxembourg soit réglé avec le monarque belge. Durant cette période, de 1833 à 1839, l'Autriche-Hongrie n'est représentée à Bruxelles que par un chargé d'affaires. La signature du protocole de Londres du 19 avril 1839, notamment par l'Autriche, garantit l'indépendance et la neutralité de la Belgique et règle la question du Luxembourg.
Finalement, une fois le premier ambassadeur néerlandais envoyé officiellement à Bruxelles, un ministre est également envoyé en Belgique par l'Austro-Hongrois Klemens von Metternich en automne 1839 : Moritz von Dietrichstein.

### Après la signature du protocole de Londres
Le 7 mars 1880, Rodolphe d'Autriche et Stéphanie de Belgique, fille du roi Léopold II, se fiancent au château de Laeken. Ce mariage se terminera par le drame de Mayerling.
En 1885, l'Autriche-Hongrie signe l'acte du Congo, garantissant sa possession à Léopold II.

### Première Guerre mondiale
En août 1914, l'offensive allemande contre la Belgique, pourtant neutre, marque un coup d'arrêt dans les relations belgo-autrichienne. Le 28 août 1914, alors que les troupes allemandes ont pénétré dans Bruxelles le 21 août 1914, l'ambassadeur austro-hongrois en Belgique, qui s'était entre-temps rendu à La Haye, informe le ministre belge des Affaires étrangères que l'Autriche-Hongrie a déclaré la guerre à la Belgique.
Lors du siège d'Anvers, que les Allemands ne parviennent pas à briser, les troupes austro-hongroises interviennent en soutien et permette la prise de la ville le 9 octobre 1914.
En octobre 1918, le personnel de l'ambassade austro-hongroise auprès du « Gouvernement général impérial allemand en Belgique » est évacué et les intérêts austro-hongrois sont placés sous la protection espagnoles.

### Indépendance de l'Autriche et entre-deux guerres
La Belgique ratifie le traité de Saint-Germain-en-Laye, le 10 septembre 1919, officialisant la chute de l'Autriche-Hongrie et créant l'Autriche.
La Première République d'Autriche n'établit qu'un consulat général honoraire à Bruxelles et un consulat à Anvers, dépendant de l'ambassade autrichien de La Haye.

### Seconde Guerre mondiale
Le 12 mars 1938, lors de l'Anschluss, le Troisième Reich envahit l'Autriche après le coup d’État des nazis autrichiens.
En 1940, lors de la campagne des 18 jours, la Belgique est envahie par le Troisième Reich.

### Guerre froide
Le Conseil des Alliés, chargé de la gestion de l'Autriche (Deuxième République) au lendemain de la guerre, établit une ambassade à Bruxelles. Le premier ambassadeur, Lothar Wimmer, prend ses fonctions le 2 mai 1946. Il donne ses lettres de créance au prince Charles de Belgique, alors régent, le 17 avril 1947. Les consulats sont ensuite rapidement établis à Anvers, Charleroi, Eupen, Gand, Liège et Ostende.

### Dans l’Union européenne
Après les élections législatives autrichiennes de 1999, en dépit de la victoire du parti SPÖ de centre-gauche, le FPÖ (droite à extrême-droite) et l'ÖVP (centre-droit) parviennent à conclure un accord de gouvernement, formant ainsi la coalition noire-bleue. Cette coalition a entraîné de vives critiques de la part des 14 autres États membres de l'Union européenne.

## Sources

## Compléments